# Kapsovec

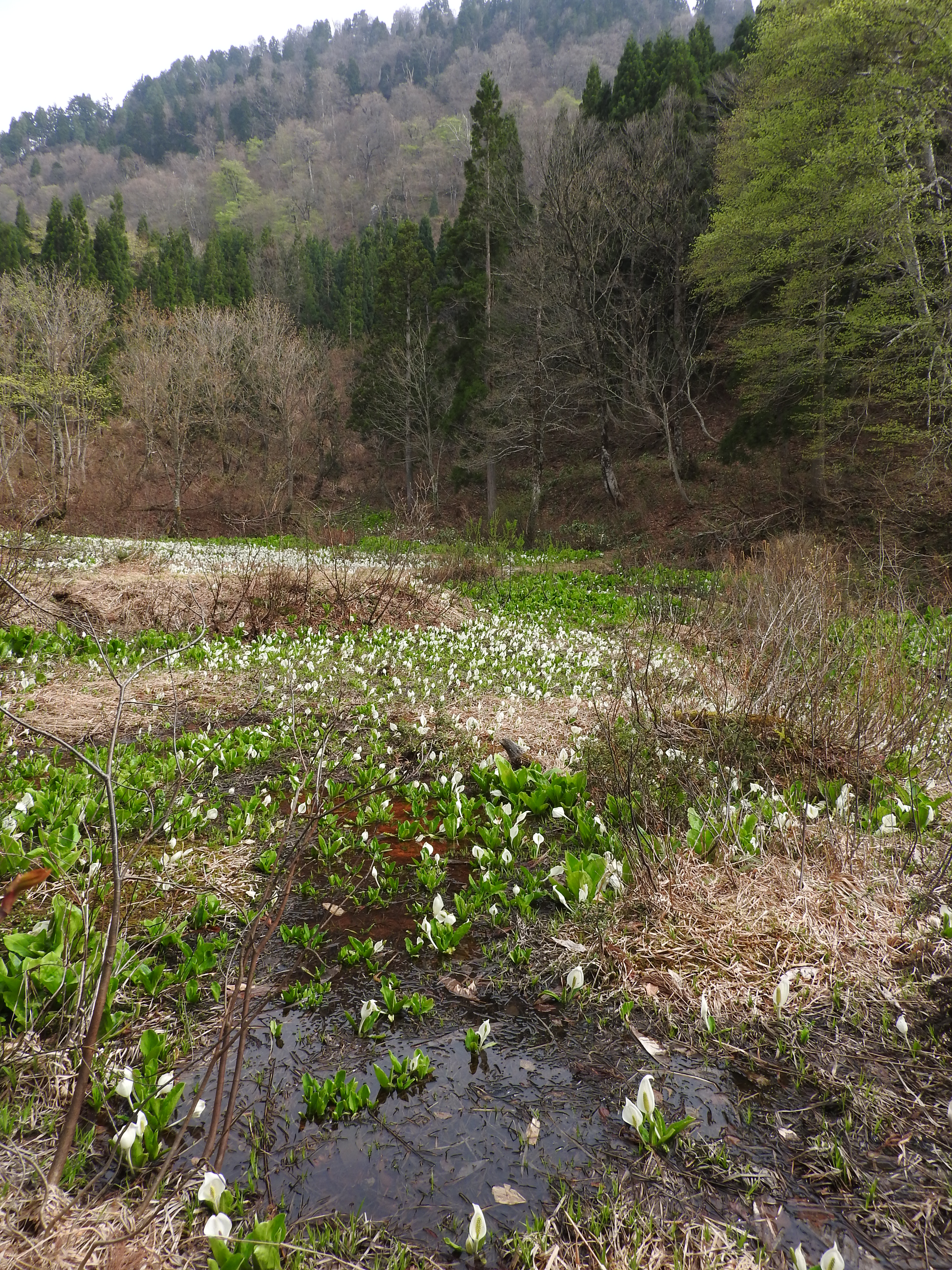
Kapsovec kamčatský na přirozeném stanovišti v Japonsku

Kapsovec (Lysichiton), česky též někdy uváděný jako toulcovka, je rod rostlin z čeledi árónovité, zahrnující pouze 2 druhy. Kapsovec americký pochází ze západních oblastí Severní Ameriky a kvete žlutě, zatímco kapsovec kamčatský kvete bíle a pochází z Ruského Dálného východu a Japonska. Oba druhy mají přízemní růžici poměrně velkých listů a kvetou v časném jaře.
Kapsovce jsou občas pěstovány i v České republice jako působivé vlhkomilné byliny. Je možno je vidět např. v Průhonickém parku. Kapsovec americký byl používán v severozápadních oblastech Severní Ameriky jako léčivka a nouzově i jako potrava.

## Popis
Oba druhy kapsovce jsou vytrvalé, poměrně robustní byliny. Listy jsou lesklé, krátce řapíkaté, s eliptickou, podlouhle vejčitou nebo obkopinatou, na bázi klínovitou až téměř uťatou čepelí, uspořádané v přízemní růžici. Žilnatina je zpeřená. Toulec je bílý nebo žlutý, člunkovitého tvaru, za zralosti otevřený a neuzavírající palici. Palice je téměř válcovitá. Květy jsou oboupohlavné, s okvětím. Plody jsou zelené bobule, zanořené v dužnatém vřeteni palice.

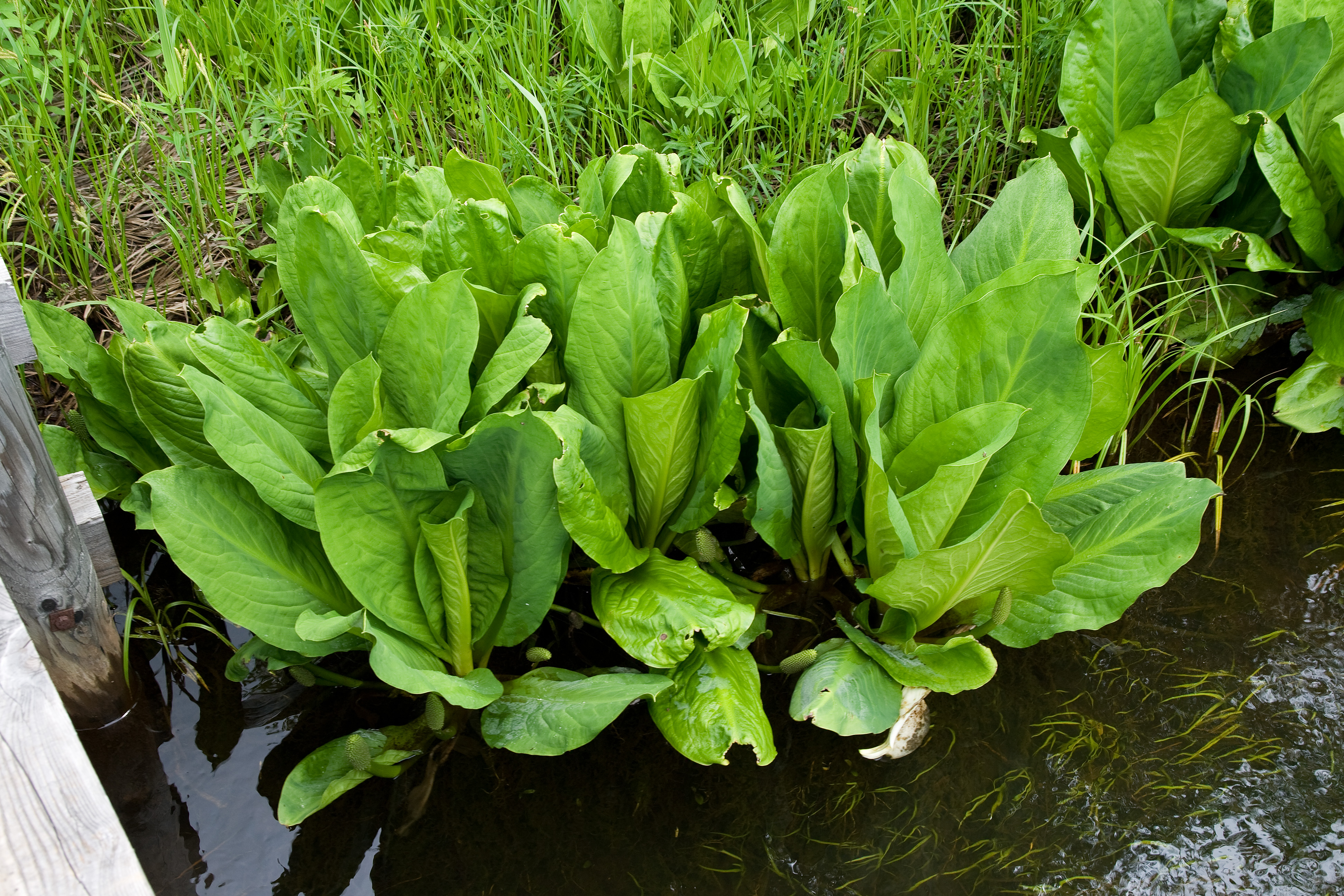
Listové růžice kapsovce kamčatského
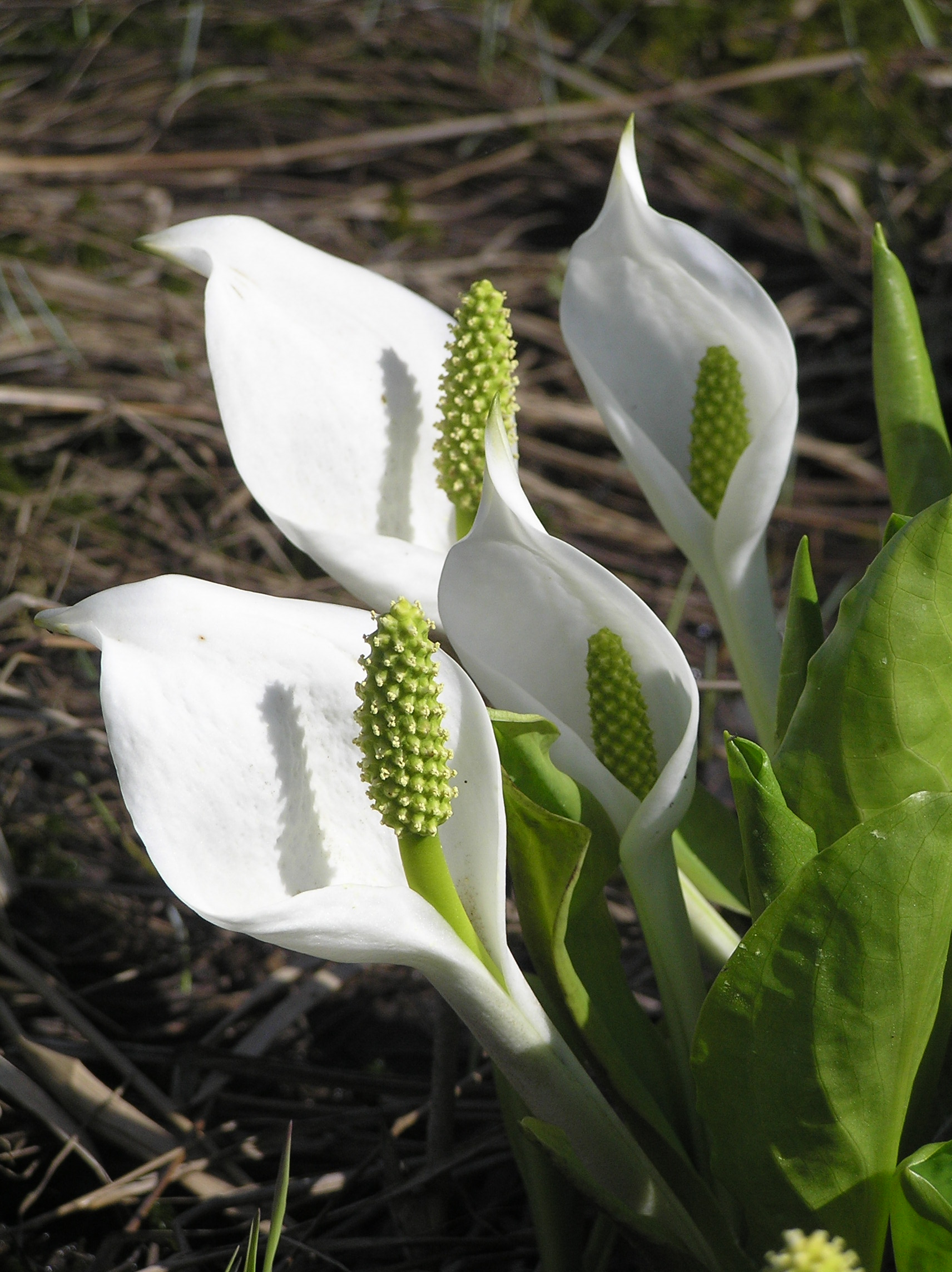
Rozkvetlý kapsovec kamčatský
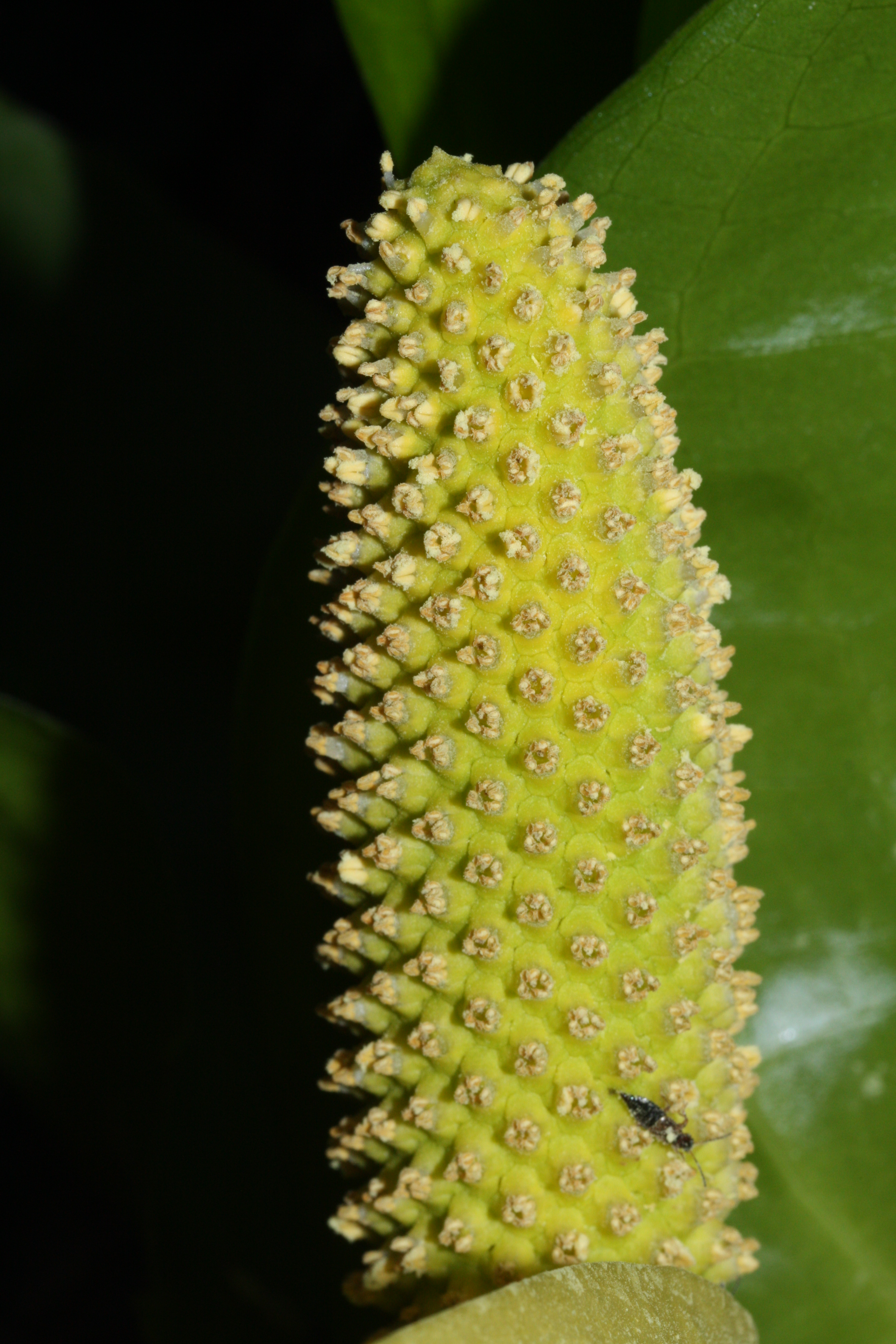
Detail palice kapsovce amerického
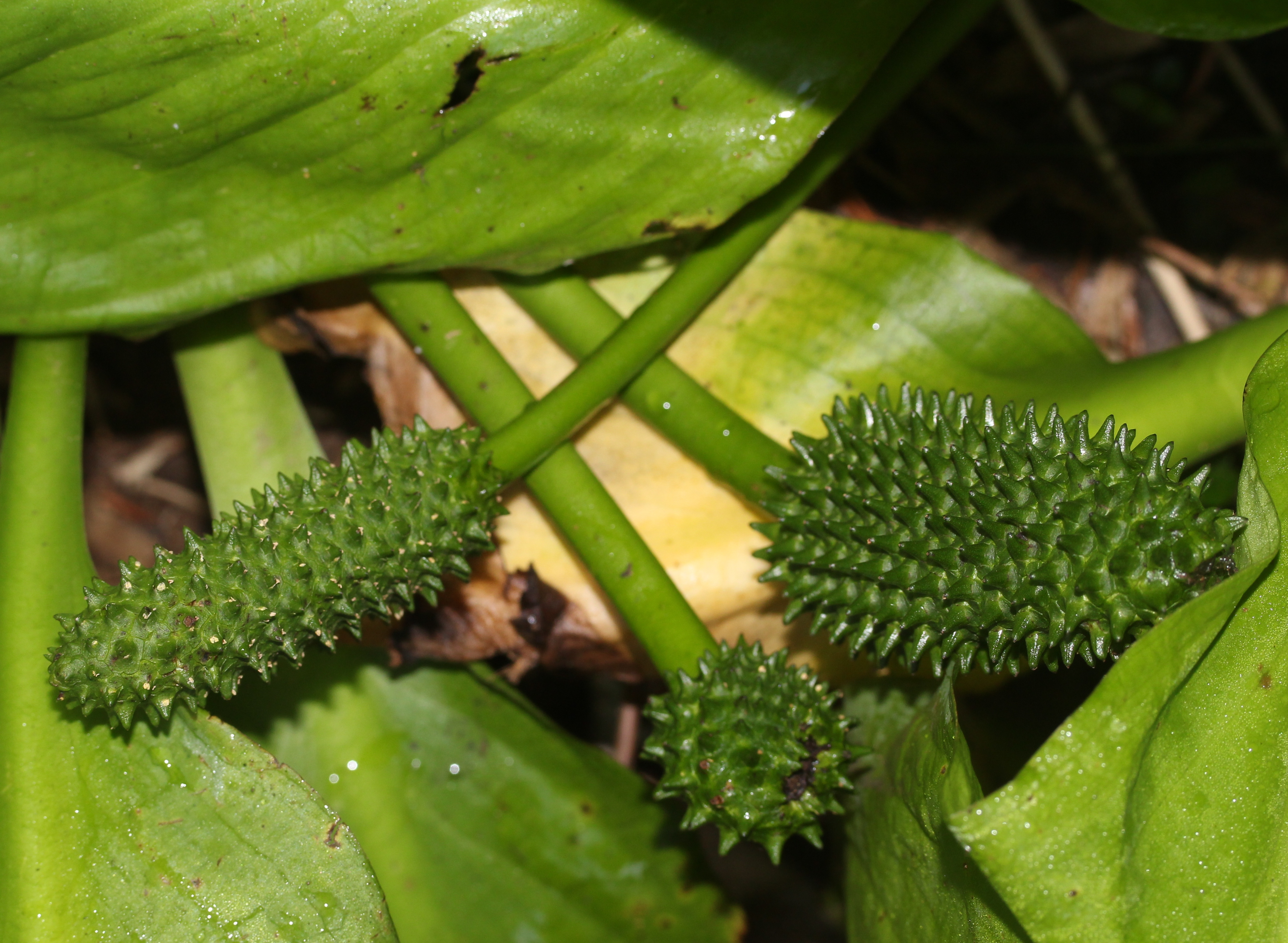
Plodenství kapsovce kamčatského

## Rozšíření
Rod zahrnuje pouze 2 druhy s výrazně disjunktním rozšířením v mírném pásu severní polokoule. Kapsovec americký se vyskytuje v západních oblastech Severní Ameriky od Aljašky po Kalifornii.
Kapsovec kamčatský pochází z Ruského Dálného východu (Chabarovsk, Kamčatka, Kurily, Sachalin, Přímořský kraj) a Japonska.
Kapsovce rostou na vlhkých až bažinatých stanovištích, kapsovec americký i v podmáčených lesích, v nadmořských výškách do 1400 metrů.

## Ekologické interakce
Květenství kapsovce amerického nepříjemně páchnou (odtud název skunk cabbage, skunkové zelí) a lákají různé mouchy, brouky a roztoče. Jako hlavní a specializovaní opylovači byli identifikováni dospělci drabčíka Pelecomalium testaceum, kteří se v květenstvích shromažďují často ve velkém množství, a to zejména v samčí fázi kvetení. Živí se pylem.
Kapsovec kamčatský má méně vyhraněný způsob opylování. Jako hlavní návštěvníci květenství byly pozorovány různé mouchy, které bez zjevného užitku ososávají povrch toulce, aniž by konzumovaly pyl. Bylo prokázáno také opylování větrem.
Samoopylení je u kapsovců zabráněno protogynií (čnělky dozrávají dříve než prašníky), u kapsovce kamčatského však existuje krátká překryvná fáze, během níž je samoopylení možné.
Plodenství kapsovce amerického po uhnití stopky padají na zem a moučnatý obal semen vlivem vlhkosti gelovatí. Semena vyhledávají různí živočichové, mezi nimiž převažují hlodavci. Ačkoliv většinu semen (okolo 99 %) zkonzumují, přispívají k šíření semen. Gelovitý obal působí antifungicidně proti patogenním houbám.
Semena kapsovce kamčatského plavou na hladině a jsou šířena vodou. Plody konzumují medvědi a klíčivá semena byla nalezena i v medvědím trusu.

## Prehistorie
Listy podobné listům kapsovce jsou známy z období kampánu (svrchní křída).

## Taxonomie
Rod Lysichiton je v rámci čeledi Araceae řazen do podčeledi Orontioideae. Tato nevelká podčeleď zahrnuje pouze 2 další, příbuzné rody: Orontium a Symplocarpus.

## Zástupci
- kapsovec americký (Lysichiton americanus)
- kapsovec kamčatský (Lysichiton camtschatcensis)

## Význam

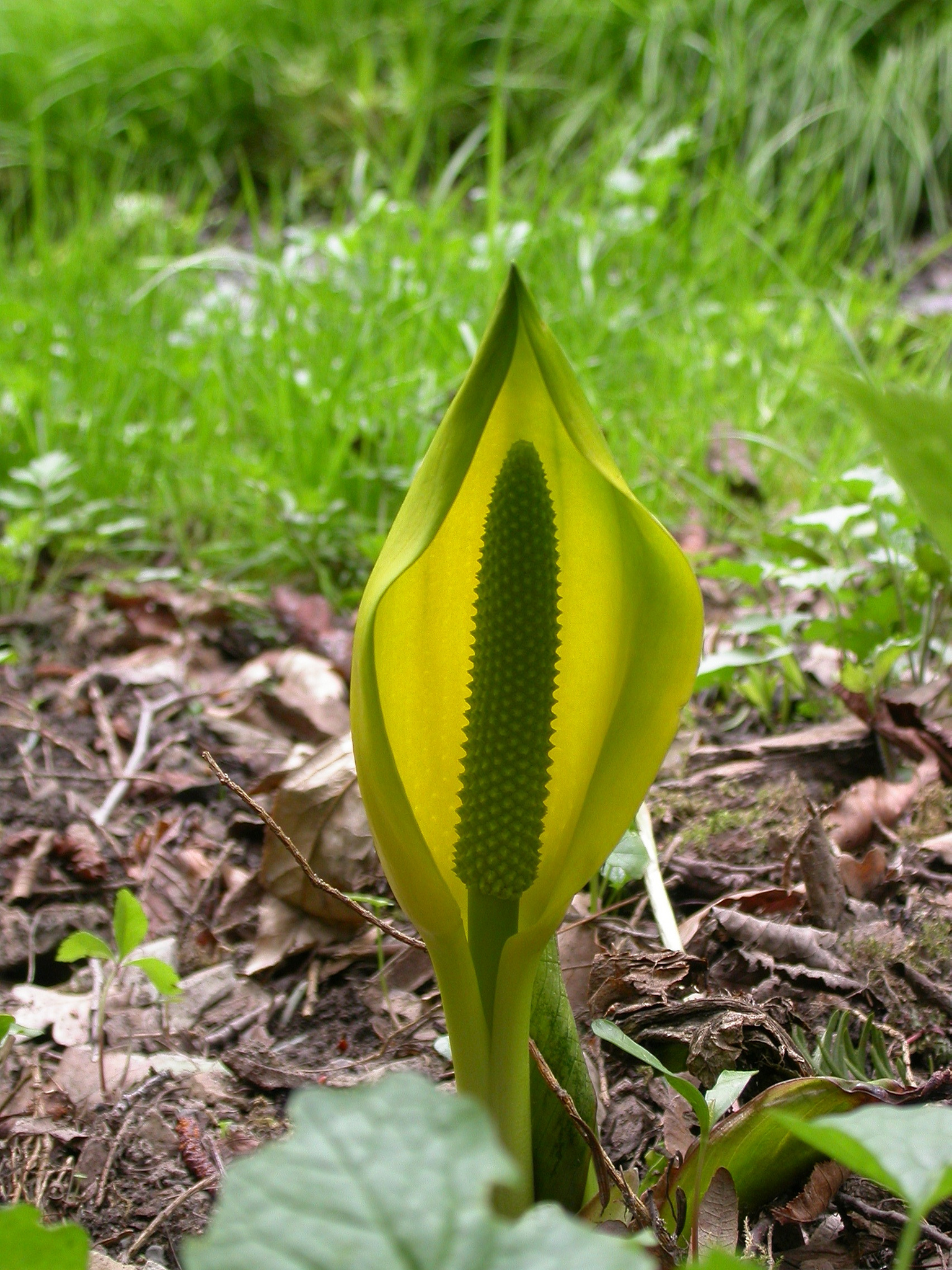
Kapsovec americký v Průhonickém parku

Kapsovce jsou občas pěstovány jako vytrvalé, vlhkomilné okrasné rostliny s nápadným květenstvím. Oba druhy jsou vysazeny např. v blízkosti Podzámeckého rybníka v Průhonickém parku. Existuje také zahradní kříženec obou druhů, známý jako Lysichiton × hortensis.
Kapsovec americký sloužil v minulosti Indiánům jako nouzová potrava. Velké listy se používaly podobně jako dnes voskový papír. Listy se hojně používaly v domorodém lékařství severozápadu Severní Ameriky jako obklady na spáleniny, zranění, odvar z kořenů na revma, artritidu, spáleniny aj., vnitřně na bolesti břicha a koliku.

## Pěstování
Kapsovce vyžadují hlubokou, výživnou, vlhkou až zamokřenou půdu a polostinné stanoviště. Kvetou v předjaří.